# Осама (крепост)
 Тази статия е за крепостта.  За ислямския терорист вижте Осама бин Ладен.  
Крепостта Осама (на испански: Fortaleza Ozama, Форталеса Осама) е замък от XVI век в покрайнините на гр. Санто Доминго, Доминиканската република, над река Осама.
Крепостта е най-старото запазено до днес военно укрепление в Америка. Кулата на почитта в центъра на постройката е забележителна конструкция в средновековен стил.
Замъкът е построен, за да защитава входа на пристанището на Санто Доминго от врагове, идващи по море. Строежът му започва през 1502 г. До 1960-те години служи като затвор, а по-късно е реставриран и отворен за посетители, като става туристическа атракция. Намира се на края на улица „Лас Дамас“.